# Liste des personnages de Sandman
 (novembre 2021).
- Si vous ne connaissez pas le sujet, laissez ce bandeau (vous pouvez alors contacter les auteurs).
- Si vous supprimez le contenu mis en cause (vous pouvez préalablement contacter les auteurs),

argumentez précisément cette suppression dans la page de discussion
(un manque de référence n'est pas un argument ; une recherche réelle de référence doit avoir été effectuée, être formellement documentée).
Cette page est une liste de personnages apparaissant dans la bande dessinée Sandman de Neil Gaiman, publiée par Vertigo. Cette page inclut les personnages de la série principale Sandman ainsi que ceux des séries dérivées, telles que The  Dreaming (1996-2001) et Lucifer (1999-2007), ainsi que des personnages dont la création est antérieure à celle de l'univers de Sandman qui y apparaissent.

## Les Infinis
Les Infinis (The Endless en anglais) sont une famille de sept personnifications anthropomorphiques représentant des concepts universels, autour desquels tourne l'essentiel de l'histoire. De l'aîné au plus jeune, ils sont :
- Destiny/ Destin (aussi appelé Potmos)
- Death/ Mort interprétée par Kirby Howell-Baptiste (VF : Fily Keita) dans les séries Sandman[1]et Dead Boy Detectives.

— Neil Gaiman, The Sandman Companion
- Dream / Rêve (anciennement Morphée, remplacé par Daniel). Il est aussi connu sous les noms suivants : marchand de sable, Oneiros, le Seigneur des Rêves, Murphy, Kai'ckul, seigneur L'Zoril. Il est incarné par Tom Sturridge dans la série Sandman sur Netflix sortie en août 2022[1] et y est parfois prénommé Morpheus.
- Destruction (aussi appelé Olethros)
- Desire / Désir interprété par Mason Alexander Park (VF : Yoann Sover) dans Sandman[1]. L'aspect de Desire a d'abord occasionné quelques désaccords entre Gaiman et Dringenberg. Le premier le voyait comme une synthèse de David Bowie et d'Annie Lennox quand elle était membre de Eurythmics[4] alors que le second s'inspirait plus du travail de Patrick Nagel sur la jaquette de l'album Rio du groupe Duran Duran et de sa petite amie de l'époque. Selon Dringenberg, il voulait dessiner une créature très sexuelle, avec une forte poitrine et un pénis protubérant, alors que Gaiman souhaitait un personnage sans forme, plus asexué[5]. Desire est un être à la croisée des genres masculins et féminins, et permet donc le respect de la parité dans le groupe des Éternels, composé de trois femmes, trois hommes et de Desire[4]. Desire est de taille moyenne, avec une « peau aussi pâle que la fumée et des yeux fauves et vifs comme du vin jaune ». Il a les cheveux courts et ses sourires sont des éclairs fugaces, comme un éclat sur la lame d'un couteau[6].

- Despair / Désespoir interprétée par Donna Preston (VF : Barbara Beretta) dans la série Sandman[1]et Dead Boy Detectives.
- Delirium / Délire (anciennement "Delight / Délice"). La source d'inspiration communément admise pour Delirium est la musicienne Tori Amos, grande amie de Neil Gaiman (« …Neil pense que je suis plus Délire que Tori, et la Mort m'a appris à accepter cela… »[7]. Pourtant, Gaiman a déjà affirmé qu'il a créé Delirium des années avant de connaître Tori Amos[8][source insuffisante], et que ses inspirations immédiates pour le personnage étaient plutôt l'écrivaine féministe postmoderne Kathy Acker, la dessinatrice et collaboratrice Jill Thompson et des parties de lui-même. Il admet plus tard que « Délire a été créée avant que je ne rencontre Tori, mais elles se sont effrontément plagiées l'une l'autre[9]. »

Tous ces personnages ont fait leurs débuts dans la série Sandman, à l'exception de Destiny, qui a été créé par Marv Wolfman et Bernie Wrightson dans Weird Mystery Tales # 1 (1972).

## Rêves et cauchemars
Ces habitants du Royaume des Rêves sont souvent des dieux, des mythes, et même des êtres humains ordinaires qui sont devenus des rêves.

### Caïn et Abel
Caïn et Abel sont basés sur les personnages bibliques Caïn et Abel, et adaptés par l'éditeur Joe Orlando avec Bob Haney (écrivain) et Jack Sparling (artiste) pour Cain, et Mark Hannerfeld (écrivain) et Bill Draut (artiste) pour Abel. Ils ont été représentés ensemble lors de la première apparition d'Abel et se sont séparés pour retourner dans leurs maisons respectives à la fin de l'histoire. Bien que Cain maltraite régulièrement Abel, ce n'est que dans  Swamp Thing vol. 2 #33 qu'on le voit tuer son frère pour la première fois. Dans Elvira 's House of Mystery #11, Cain se dit choqué d'avoir tué son frère récemment. Dans ce même numéro, une lettre gagnante du concours établit que Caïn et la Maison existent à la fois dans le monde des rêves et dans le monde réel, et que ce n'est que dans le monde des rêves que Caïn continue de nuire à Abel. Dans Sandman, Cain tue Abel assez souvent. Dans le numéro 2, Lucien qualifie cela d'inhabituel et de récent.
Ils sont respectivement incarnés par Sanjeev Bhaskar et Asim Chaudhry dans la série Sandman.
Avant Sandman
À l'origine, ils étaient les « hôtes » respectifs des anthologies de bandes dessinées d'horreur  DC House of Mystery et House of Secrets, qui ont duré des années 1950 à 1983 — Caïn faisant ses débuts dans House of Mystery #175 (1968) et Abel dans DC Special #4. et House of Secrets #81 (tous deux en 1969). Au cours des années 1970, ils ont également co-animé l'anthologie d'horreur/humour Plop!. Ils étaient également tous deux des personnages récurrents dans Elvira's House of Mystery de DC (1986-88).
En 1985, les personnages ont été relancés par l'écrivain Alan Moore, qui les a introduits dans sa série Swamp Thing dans le numéro 33. Gary Cohn et Dan Mishkin les ont inclus dans les pages de Blue Devil en 1986. Jamie Delano les a également parfois utilisés dans un caméo dans le titre Hellblazer.
Dans Sandman
Dans Sandman, Caïn et Abel vivent dans le Royaume des Rêves après y avoir été invités par Morpheus. L'auteur se base sur le verset de la Bible qui dit que Caïn a été vivre au Pays de Nod après avoir été puni par Dieu . Ils sont voisins dans deux maisons à proximité d'un cimetière : Caïn dans la vaste Maison des Mystères et Abel dans la haute Maison des Secrets. D'après leur apparition dans Swamp Thing, la différence est qu'« un mystère peut être partagé, mais un secret doit être oublié si quelqu'un essaie de le révéler ».
Cain est un personnage agressif et dominateur. C'est un homme mince et longiligne avec un visage anguleux, des lunettes, une barbe touffue et des cheveux tirés en deux points au-dessus de ses oreilles. Il a été décrit par d'autres personnages comme  « ayant la même voix que Vincent Price ».
Abel est un homme nerveux mais gentil. Il souffre de bégaiement. Il a une apparence quelque peu similaire à Caïn, avec une barbe touffue et des cheveux qui pointent au-dessus de ses oreilles, bien que ses cheveux soient noirs plutôt que bruns. Il est plus petit et plus gros que Caïn, avec un visage plus ouvert. Les seules fois où il ne bégaie pas, c'est lorsqu'il raconte une histoire ou lorsqu'il est mort.
Caïn tue fréquemment Abel de manière brutale ; Abel revient toujours à la vie et il espère fréquemment une relation plus harmonieuse avec son frère.
Cain et Abel possèdent une grande gargouille verte nommée Gregory, qui a fait sa première apparition dans House of Mystery #175. Dans la première apparition des personnages dans le numéro 2 de Sandman, Cain donne un œuf à Abel qui éclot rapidement et laisse sortir une autre gargouille, petite et dorée. Abel nomme la gargouille « Irving ». mais Cain insiste sur le fait que les noms des gargouilles doivent toujours commencer par un « G. », et Abel (après une autre mort et résurrection) renomme la gargouille « Goldie  », en référence à un ami invisible/imaginaire à qui Abel a raconté ses premières histoires de House of Secrets.
Ils abritent Dream à son retour dans son royaume, jusqu'à ce que ses forces soient rétablies après son emprisonnement de 72 ans. Dans La Saison des brumes, Cain est envoyé en enfer pour donner un message à Lucifer car Cain est protégé par une malédiction qui dissuaderait même Lucifer de lui faire du mal. Caïn et Abel aident également Corinthian avec l'enfant nommé Daniel dans Les Bienveillantes, l'avant-dernier arc narratif de la série. Dans ce même arc, Abel est l'une des victimes des Furies, mais il est ramené à la vie par Daniel, le nouveau Rêve.

### Le Corinthien
Le Corinthien est un cauchemar créé par Dream, d'apparence humaine mais avec deux petites bouches supplémentaires à la place des yeux. Il aime manger les globes oculaires des gens qu'il tue. La première version du Corinthien est détruite par Dream pour avoir passé plusieurs décennies sans surveillance sur Terre en tant que tueur en série, et on découvre dans Sandman: Overture (2013) que Dream avait l'intention de faire ceci avant son emprisonnement. Vers la fin de la série, Dream crée un deuxième corinthien, modifiant sa personnalité pour qu'il soit obéissant et utile plutôt que meurtrier. Dans une histoire ultérieure de The Dreaming, le second corinthien est hanté par les actions du premier.
Le personnage est incarné par Boyd Holbrook (VF : Valentin Merlet) dans la série Sandman (2022).

### Ève
Ève est basée sur le personnage biblique Ève, la mère de l'humanité et la femme d'Adam selon le livre de la Genèse, premier livre de la Bible. 
Dans l'univers DC comics , elle est aussi la mère de Caïn et Abel (même si elle le nie souvent).
Elle est relancée par Vertigo et son personnage est reconnecté au Royaume du Rêve. Elle est un des quatre hôtes récurrents d'anthologies de bandes dessinées d'horreur/suspense ayant par la suite été reconnectés au Royaume du Rêve, avec Lucien, Caïn et Abel.
Ève fait sa première apparition dans #6 (Août–Septembre 1972); elle est l'hôte principal de cette série, souvent accompagnée de son corbeau.  
Ève vit dans une grotte au sein du Royaume du Rêve et est souvent accompagnée du corbeau de Morpheus. Le premier corbeau, Lucien, lui a montré comment enterrer Abel après que Caïn l'ait tué, et elle est depuis ce jour toujours accompagnée d'un corbeau. Elle est gentille est a une nature maternelle, malgré ses propos acerbes.
Elle fait sa première apparition dans Sandman dans le deuxième numéro de la série.

### Fiddler's Green
Fiddler's Green (le Lopin du Ménétrier dans la série) est un lieu du Royaume des Rêves que tous les voyageurs (surtout les marins) rêvent de trouver un jour, qui prend un jour forme humaine et va errer sur Terre, sous le pseudonyme de Gilbert ; un homme gentil et corpulent qui, en apparence et en comportement, ressemble à GK Chesterton. En tant que « Gilbert », Fiddler's Green accompagne Rose Walker pour retrouver son frère Jed et lui donne les moyens d'invoquer Morpheus, ce qui lui évitera d'être assassinée. 
Il est tué dans Les Bienveillantes, et refuse sa propre résurrection offerte par Daniel, le nouveau Rêve.
Le personnage est interprété par Stephen Fry (VF : Gabriel Le Doze) dans la série Sandman sur Netflix.

### Gardiens de la porte
Une vouivre, un griffon (VF : Françoua Garrigues) et un hippogriffe sont les gardiens du château de Dream. L'hippogriffe a une tête de cheval au lieu de la traditionnelle tête d'aigle. Ils tirent leurs pouvoirs et leur autorité de Dream, donc lorsque Dream est capturé et perd son pouvoir, ils ne peuvent plus garder ou protéger le Royaume des Rêves.
Après que le griffon ait été détruit par les Furies, le nouveau Rêve ne le ressuscite pas, mais demande aux griffons du mythe grec d'envoyer l'un des leurs.

### Gregory
Gregory est une grande gargouille verte et l'animal de compagnie de Cain. Il communique en « grognements », que les habitants du Royaume semblent comprendre. Il aide Goldie à réassembler Abel lorsque Cain le tue. Il est apparu pour la première fois comme l'enfant de deux gargouilles de pierre dans House of Mystery #175, où ses parents se sont perchés sur la Maison des Mystères jusqu'à ce qu'ils parviennent à tuer leur sculpteur, un pensionnaire de la maison qui avait assassiné leur designer, et à partir sans leur œuf. Il apparaît ensuite lors de l'événement croisé Blackest Night, défendant Scandal Savage, le nouveau propriétaire de la Maison des Mystères, contre les membres de la Suicide Squad.

### Goldie
Goldie est un bébé gargouille, offert à Abel par son frère Caïn dans Préludes et Nocturnes . Abel avait initialement l'intention de le nommer Irving, mais Caïn insiste sur le fait que les noms de gargouilles doivent tous commencer par un « G ». Caïn assassine ensuite Abel pour cela. Après son retour à la vie, Abel accepte de nommer la gargouille Goldie, en souvenir d'un « vieil ami », bien qu'il dise à Goldie en privé qu'il continuera à la considérer comme Irving.

### Lucien
Lucien est le bibliothécaire en chef du Royaume des Rêves. Il est grand et mince. Il apparaît pour la première fois dans Weird Mystery Tales #18 (mai 1975) et est tué dans Secrets of Haunted House #44 (janvier 1982). 
En janvier 2021, Vivienne Acheampong (VF : Annie Milon) a été annoncée pour jouer dans la série télévisée Sandman de Netflix en incarnant Lucienne, une version féminisée de Lucien.

### Matthew
Matthew est un corbeau et un des compagnons de Dream.
Matthew était à l'origine Matthew Cable, un personnage de longue date de la bande dessinée Swamp Thing, mais comme il est mort alors qu'il dormait dans le Royaume du Rêve, on lui a offert la chance de devenir un corbeau et de servir Dream, ce qu'il a accepté.
Patton Oswalt prête sa voix au personnage dans la série Sandman, et Jérôme Wiggins en est la doublure française.

### Mervyn Pumpkinhead
Mervyn Pumpkinhead est le concierge acariâtre du Royaume du Rêve. Un épouvantail animé, fumeur de cigares, dont la tête est une jack-o'-lantern. Il ressemble à Jack Pumpkinhead des livres Oz de Lyman Frank Baum.
Kevin Smith prête sa voix dans l'adaptation audio sur Audible. Quant à Mark Hamill, il double Mervyn dans la série Netflix.

## Dieux, demi-dieux et personnifications majeurs
Les Trois (The Three en VO, Les Parques dans la série) apparaissent sous la forme de n'importe quel groupe de trois femmes ; généralement la Mère, la Jeune fille et la Vieille fille, les trois aspects de la Triple Déesse dans de nombreuses mythologies. Elles apparaissent parfois sous la forme des trois sorcières de l'anthologie d'horreur de DC, The Witching Hour : Mildred, Mordred et Cynthia. En tant que ces sorcières, elles sont également apparues dans une série limitée format prestige du même titre, et deux séries limitées standard, Witchcraft et Witchcraft : Le Terreur.
Dans Sandman
Les Trois apparaissent à plusieurs reprises dans Sandman, remplissant différentes fonctions à différents moments de l'histoire. Leur première apparition a lieu dans Sandman #2, où ils apparaissent comme les trois sorcières, Mildred (mère), Mordred (vieille fille) et Cynthia (jeune fille) de l'anthologie d'horreur DC The Witching Hour. Elles prennent par la suite de nombreuses formes différentes au cours de la série, et le symbole des « trois femmes » reste extrêmement courant, brouillant souvent les pistes entre le moment où les personnages sont censés être simplement eux-mêmes et celui où ils sont censés être des représentations des Trois. Les Trois représentent le principe féminin, la prophétie et le mystère, et elles sont souvent une présence vaguement menaçante et énigmatique dans la série. Les incarnations des Trois comprennent les Erinyes (Furies) dans leur aspect vengeur et les Moires (Parques) ou Sœurs étranges dans leur aspect divinatoire. Elles apparaissent aussi parfois subtilement sous la forme d'autres personnages (comme Eve) ou de groupes de personnages.
Après Sandman
Les Trois sont ensuite apparus dans un roman graphique intitulé WitchCraft, dans lequel une de leurs prêtresses dans la Rome antique, Ursula, est violée par des barbares. Elle est ensuite réincarnée trois fois, suivie par les sorcières, et trompée à nouveau par des réincarnations du chef barbare jusqu'à l'époque moderne, où elle revient en tant que sa belle-mère âgée et parvient à le vaincre.
Les Trois assurent alors qu'il sera réincarné en chacune des prêtresses qu'il a violées, dans l'ordre, à l'exception d'Ursula. Il ne saura jamais ce qui se passe jusqu'au moment de sa mort, où tout recommencera.
Les Trois sont satisfaits, et décident finalement qu'Ursula vivra vingt ans de plus et deviendra une sorcière accomplie et respectée au crépuscule de sa vie, et que son petit-fils sera beau.
Dans la série Sandman
Elles sont nommées « Les Parques », « Les Trois en Une », « Celle qui est Trois » ou encore « Les Mères du Destin » dans la série. Entre elles, elle se nomment souvent « sœur qui est moi ».
Elles interviennent tout d'abord dans le second épisode dans lequel elles se font invoquer par Morpheus ayant perdu ses outils à la suite de son emprisonnement par Roderick Burgess. Morpheus n'a le droit de poser que trois questions (soit une pour chaque Parque) après avoir réunis ses offrandes. Elles lui indique alors où se trouvent ses outils : la Vierge commence par lui indiquer que Johanna Constantine était autrefois en possession de sa poche de sable, la Mère lui indique que son casque « a été troqué avec un démon, contre l'amulette de protection », quant à la Vieille elle lui dit que son rubis a été donné par une mère à son fils.
Par la suite, elles sont présentes dans le septième épisode et échangent avec Rose Walker afin de l'avertir de se méfier « des rêves et des maisons », du Corinthien. Elles lui dit également que si elle avait posé la bonne question, elles lui auraient également parler de Jade (son frère) et de Morpheus.
Enfin, elle interviennent dans le onzième épisode, dans lequel elles interagissent avec Calliope qui les appelle à l'aide afin de sortir de son emprisonnement chez l'écrivain Richard Madoc. 
Mère (Mother en VO), Vierge (Maiden en VO) et Vieille (Crone en VO) sont respectivement interprétées par Nina Wadia, Dinita Gohil et Souad Faress.

## Anges, anges déchus et démons

### Azazel
Azazel est un ancien dirigeant de l'enfer, qui a régné pendant un certain temps aux côtés de Lucifer et Belzébuth. D'après une déclaration d'Agony et Ecstasy dans Hellblazer #12, il pourrait avoir usurpé sa position à Bélial (décrit à l'époque comme le troisième membre du triumvirat). Il apparaît comme une ouverture déchirée dans les ténèbres, pleine d'yeux et de bouches désincarnés. Il fut chassé après l'abandon de l'enfer par Lucifer, puis emprisonné par Dream dans un bocal en verre. Il réapparaît, toujours dans le bocal de Dream, dans Lucifer Vol.2 (2015).
Le personnage est basé sur le démon Azazel. Roger Allam prête sa voix au démon à la fin du dernier épisode de Sandman.

### Belzébuth
Avec Lucifer et Azazel, Belzébuth était le troisième Roi des Enfers. Il apparaît souvent sous la forme d'une gigantesque mouche verte, ou d'une tête de mouche sur deux courtes jambes humaines. Parfois, on peut voir un visage humain entre les yeux de la mouche. Son bourdonnement constant gêne son discours.
Il est basé sur le démon Belzébuth.

### Duma
Duma est un ange déchu. Son nom signifie « silence », et il est basé sur l'ange Dumah de la mythologie juive. Dans La Saison des brumes, Lucifer abdique l'Enfer et donne la clé à Dream jusqu'à ce que Dieu assigne Duma et Remiel au contrôle de l'Enfer. Remiel et Duma perdent la propriété de l'Enfer dans la série Lucifer. Duma finit par s'allier avec Lucifer et Elaine Belloc pour sauver la création, et persuade le nouveau souverain de l'Enfer, Christopher Rudd, d'amener son armée à l'aide du Ciel lors de la bataille d'Armageddon.

### Lucifer
Lucifer est le souverain de l'enfer et un ange déchu. Il est basé sur l'ange déchu Lucifer, dont l'histoire a été créée par John Milton dans son poème épique Paradis Perdu. Neil Gaiman a également utilisé le personnage de Lucifer dans sa nouvelle Murder Mysteries, dans laquelle il était capitaine dans la Cité d'Argent, avec Azazel comme protégé.
Le personnage est interprété par Gwendoline Christie dans la série Sandman, à l'instar de Tom Ellis dans les séries Lucifer et Flash.

### Mazikeen
Mazikeen est un personnage fictif. Le nom « Mazikeen » vient de celui d'un démon métamorphe de la mythologie juive.
Le personnage est joué par Cassie Clare dans la série Sandman, à l'instar de Lesley-Ann Brandt dans la série Lucifer.

## Immortels, sorcières et humains

### Calliope
Calliope est une muse. Elle est l’ex-femme de Dream et lui donna un enfant du nom d’Orphée. Elle est basée sur la Calliope de la mythologie grecque.
Elle a été piégée dans le monde des mortels à l'Hélicon selon les « règles sacrées des Mystères » et est légitimement liée. 
Elle est retenue prisonnière par l’écrivain Erasmus Fry qui l’offrira par la suite a un autre écrivain du nom de Richard Madoc. Elle a la capacité de donner à son possesseur une certaine inspiration intellectuelle. 

### Hob Gadling
Robert « Hob » Gadling est un humain qui a obtenu l'immortalité, et qui rencontre Dream une fois tous les cent ans.
Hob a obtenu l'immortalité dans un pub appelé le White Horse en 1389, lorsqu'il a simplement déclaré qu'il avait « décidé de ne jamais mourir », après quoi la Mort a accepté, à la demande de Dream, de l'oublier. Hob exerce alors divers métiers au fil des siècles, dont l'esclavage, et se réinvente périodiquement en tant que descendant de son personnage précédent. Peu à peu, il acquiert une conscience, et au XXe siècle, il est plein de remords pour ses actes passés. Rêve s'entretient avec Gadling une fois par siècle, afin de discuter de ses dernières occupations depuis leur dernière rencontre. Lors de leur rencontre au XXe siècle, Rêve admet que le but de l'exercice était simplement pour lui d'avoir un ami. Dans Le Sillage, la Mort lui propose de mettre fin à sa vie de six cents ans, mais Gadling refuse.
Le personnage fait plusieurs apparitions dans l'épisode 6 de la série Sandman sur Netflix et y est interprété par Ferdinand Kingsley. Dans la série, les retrouvailles de Hob et Dreamn'ont pas pu avoir lieu en 1989 car ce dernier est retenu prisonnier par Roderick Burgess entre 1916 et 2021. Cette année-là, Dream retrouve Hob dans la nouvelle taverne où ce dernier l'attend avec l'espoir de retrouver son ami.

### Orphée
Orphée est le fils de Dream et de la muse Calliope. Il est basé sur l'Orphée de la mythologie grecque.

### Thessaly
Thessaly est la voisine de Barbie. Elle part en compagnie d'Hazel et Foxglove dans le monde des rêves afin de lui porter secours et de se venger du coucou. Derrière son apparence d'étudiante sérieuse, c'est en fait une très ancienne sorcière.

### Mad Hettie
Mad Hettie (ou Hettie la Folle dans la série Netflix) est une clocharde londonienne née en 1741. À l'époque de Sandman #3, elle avait 247 ans. Elle apparaît fréquemment dans d'autres comics DC, comme Hellblazer, où elle apparaît pour la première fois dans le numéro 9. Elle a également joué un rôle important dans Death: The High Cost of Living, où elle est montrée comme étant grossière, avare et se plaignant constamment du manque de connaissances des jeunes d'aujourd'hui. Elle a été accusée d'être une sorcière et semble aussi avoir des capacités de haruspice, mais elle se contente de dire qu'« on n'atteint pas son deux cent cinquantième anniversaire sans avoir appris quelques trucs ».
Le personnage a fait une brève apparition dans l'épisode 3 de la série Sandman sur Netflix et y est interprétée par Clare Higgins. Dans cette série, elle prévient Johanna Constantine que Rêve (Morpheus) est sur le point de refaire surface.

## Mortels

### Alex Burgess
Alex Burgess est le fils de Roderick. Il conserve Dream prisonnier, ne sachant quoi en faire, jusqu'à ce qu'il s'évade en 1988.
Il est joué par Laurie Kynaston (jeune) et Benedick Blythe dans la série Netflix. Le personnage n'apparaît cependant que dans le premier épisode.

### Roderick Burgess
Roderick Burgess est un occultiste du début du vingtième siècle qui en voulant invoquer la mort fait apparaître Dream, qu'il retient prisonnier. Il meurt en 1947.
Le personnage apparaît dans le premier épisode de la série Sandman et est joué par Charles Dance.

### John Constantine
John Constantine est un escroc et un magicien qui accompagne Dream dans sa quête pour récupérer sa poche de sable.
John Constantine est le héros principal de la bande dessinée : John Constantine: Hellblazer, dans laquelle on retrouve parfois des apparitions de Caïn et Abel en tant qu'invité . Il apparaît  également dans la série Swamp Thing, dont il est issu. John Constantine apparaît pour la première fois dans The Saga of Swamp Thing #37 (Juin 1985), et a été créé par Alan Moore, Rick Veitch, Stephen Bissette, et John Totleben.

### Johanna Constantine
Lady Johanna Constantine est une aventurière surnaturelle du XVIIIe siècle. Dream la rencontre à plusieurs reprises, notamment pour lui demander de récupérer la tête de son fils, Orphée - une mission qu'elle a accomplie avec tant de succès qu'elle a notamment mis fin au règne de la Terreur de la Révolution française.
Johanna est une ancêtre de John Constantine, comme révélé dans la mini-série The Sandman Presents: Love Street.
Elle est interprétée par Jenna Coleman dans la série Netflix Sandman. Dans cette série, Constantine est une détective occulte tout comme John, son aïeul. Elle est donc capable d'exorciser des personnes. Elle était autrefois en possession d'un des « outils » de Dream : sa poche de sable. Dream voulant la récupérer après qu'on la lui a dérobée, Constantine lui avoue l'avoir laissé à son ex-petite-amie.

### Ethel Cripps
Ethel Cripps, également connue sous le nom d'Ethel Dee, est la mère de John Dee. Elle était la maîtresse de Roderick Burgess jusqu'à ce qu'elle s'enfuie avec Ruthven Sykes.
Elle est incarnée par Joely Richardson dans la série Sandman. Le personnage apparaît également dans sa jeunesse et est interprété par Niamh Walsh. Dans la série, Ethel a volé les trois outils de Dream lors de sa fuite du manoir de Roderick à la suite de sa grossesse. Cette dernière revend ou échange tous les objets. Elle échange donc le casque de Dream contre une amulette de protection qui la maintiendra en vie jusqu'à ses 116 ans.

### Docteur Dee
John Dee, aussi connu sous le nom de Docteur Destin, est le fils d'Ethel Cripps. Il est enfermé à l'asile d'Arkham après avoir été vaincu par la Ligue de justice sous le nom de Docteur Destin. Il s'évade après la mort de sa mère, puis récupère le rubis de Dream, qu'il à trafiqué, rendant ses victimes folles. Dream le ramène à Arkham après avoir récupéré tout son pouvoir, enfermé dans le rubis détruit par Dee, qui pensait que ça le tuerait.
Il est interprété par David Thewlis dans la série Sandman.

### Foxglove
Foxglove est la voisine de Barbie et est en couple avec Hazel. Son ex Judy, amie de Rose Walker, a fait partie des victimes du docteur Dee.

### Daniel Hall
Daniel Hall est le fils de Lyta Hall et le successeur de Morpheus dans le rôle de Dream.

### Lyta Hall
De son vrai nom Hippolyta « Lyta » Hall, elle est enfermée avec son mari Hector dans le monde des rêves de Jed Walker par Brute et Glob, où Hector, décédé, joue le rôle du Sandman, accompagnant l'enfant dans ses aventures. Quand Rêve interrompt cette situation, il renvoie Hector vers la mort, laissant Lyta, libre, mais lui précisant que son enfant à naître sera à lui.
Elle est interprétée par Razane Jammal dans la série Sandman. Dans la série, Lyta rejoint Hector dans ses rêves et tombe enceinte de lui que ce soit dans le Monde des Rêves ou le Monde Éveillé. Cela est possible par l'existence d'un Vortex qui brise de plus en plus la barrière entre les deux mondes. Tout comme dans les comics, Rêve force la disparition d'Hector dans l'au-delà et dit à Lyta (et Rose) que l'enfant qu'elle porte lui reviendra un jour.

### John Hathaway
John Hathaway est le conservateur principal du Musée Royal. Il vole le grimoire de la Madeleine dans la collection du musée pour aider Roderick Burgess dans sa tentative d'immortalité après la mort de son fils Edmund. Il se suicide en 1920 en utilisant une dague du musée après qu'un inventaire ait révélé son vol. Sa lettre de suicide, qui implique Roderick dans une multitude de crimes, n'a jamais été retrouvée.
Le personnage a fait une apparition dans le premier épisode de la série Sandman sur Netflix et y est incarné par Bill Paterson.

### Hazel McNamara
Voisine de Barbie, elle est en couple avec Foxglove. Elle cache à sa petite amie qu'elle est tombée enceinte d'une histoire d'un soir avec un collègue. 

### Unity Kinkaid
Unity Kinkaid est née au début du vingtième siècle dans une riche famille d'Angleterre, elle a passé la majeure partie de sa vie à dormir. Grand-mère de Miranda Walker et arrière-grand-mère de Rose et Jed.
Elle est interprétée par Sandra James-Younh dans la série Sandman.

### Ruthven Sykes
Second de Roderick Burgess, il le trahit en 1930 en partant avec sa maîtresse Ethel Cripps et les attributs de Dream. Il échange le masque contre la protection d'un démon, mais perd la vie en 1936 quand Ethel part avec l'amulette, qui assurait cette protection.

### Jed Walker
Jed Walker est le frère de Rose Walker et a disparu il y a des années. Recueilli par son oncle et sa tante après la mort de son grand père, il est maltraité par eux. Il parvient à s'échapper au moment de l'intervention de Dream, mais est immédiatement enlevé par le Corinthien. Il est finalement libéré par Gilbert et peut rejoindre sa mère et sa sœur.
Il est interprété par Eddie Karanja dans la série Sandman.

### Rose Walker
Rose Walker fait sa première apparition dans le numéro 10, première partie de l'arc La Maison de poupée. C'est une jeune femme blonde avec des mèches rouges et violettes dans les cheveux. Dans les numéros suivants, elle est montrée avec des cheveux roux et une mèche blonde. Dans Les Bienveillantes, plusieurs personnages remarquent que Rose a l'air beaucoup plus jeune que son âge réel; Les réponses de Rose indiquent qu'elle est consciente qu'elle vieillit plus lentement que la normale. Elle est la petite-fille de Désir.
Elle est interprétée par Vanesu Samunyai dans la série Sandman.

### Clarice et Barnaby
Clarice et Barnaby, la tante et l'oncle de Jed et Rose, font leur première apparition dans The Sandman vol. 1, #5, créé par Michael Fleisher et Jack Kirby. On découvre le couple quelques heures après la noyade du grand-père de Jed, le pêcheur Ezra Paulsen. Ils emmenent Jed vivre avec leurs propres enfants, Bruce et Susie. Ils le traitent comme un esclave, un peu comme Cendrillon, et le nourrissent très peu, même s'il fait toute la cuisine. Finalement, il tente de fuir à la suite de leur traitement de plus en plus abusif, mais ils finissent par le rattraper, et le placent dans un donjon en sous-sol sans toilettes. Ceci est raconté dans les numéros 5 et 6 de la première série, The Best of DC #22, et récapitulé dans le journal de Rose dans le numéro 11 de la série de Neil Gaiman.
Les personnages apparaissent dans la série Sandman et sont respectivement joués par Lisa O'Hare et Sam Hazeldine.

### Wanda
Wanda est une femme transgenre qui fait sa première apparition dans Jouons à être toi , et qui est la meilleure amie de Barbie. Elle meurt dans une tempête causée par la magie de Thessaly et est enterrée sous le nom « Alvin Mann », son ancienne identité. On voit Wanda pour la dernière fois, en compagnie de Death, dans un rêve de Barbie.

## Autres

### Barnabas
Barnabas est un chien parlant à l'humeur sarcastique. Il appartenait à Destruction et qui a été affecté à la protection de Delirium. Ses origines sont inconnues.

### Basanos
Le Basanos est un jeu de tarot vivant créé par le séraphin Meleos afin de reproduire le pouvoir divinatoire du livre de Destin. Ils sont incroyablement puissants du fait qu'ils contrôlent les probabilités, rendant tout résultat souhaité par les Basanos non seulement probable, mais inévitable.
Après s'être échappés de la boite de Meleos, les Basanos prennent possession de Jill Presto, une employée de cabaret. Par la suite, Lucifer Morningstar les recherche pour qu'ils lui accordent une lecture de tarot, ce qu'ils acceptent de faire.
Lorsque Lucifer créé son nouvel univers, les Basanos décident d'en prendre le contrôle afin de pouvoir se reproduire (ce qui leur est impossible dans le cosmos de Dieu). Bien qu'initialement leur plan semble réussir grâce à une alliance avec les ennemis de Lucifer, leur capacité à contrôler le hasard est grandement limitée par la création de Lucifer, et ce dernier peut finalement déjouer leur plan. Lucifer leur donne finalement un ultimatum et les Basanos choisissent la mort.
Basanos signifie pierre de touche en grec. Une pierre de touche peut être un morceau d'ardoise utilisé pour tester la qualité de l'or, ou autres métaux précieux. Les raisons du choix de ce nom par Meleos sont inconnues.

### Charles Rowland et Edwin Paine
Charles Rowland est le seul enfant encore dans son pensionnat pendant les vacances lorsque Lucifer ferme les Enfers, renvoyant ses anciens habitants sur Terre. Alors que les adultes de l'école sont occupés par les esprits des morts revenus sur Terre, Charles est torturé et tué par trois esprits de garçons morts qui fréquentaient cette même école de leur vivant. Edwin Paine est une précédente victime de ce trio, et son corps toujours piégé au sein du pensionnat. Il se lie d'amitié avec Charles, mais ne parvient pas à le sauver. Lorsque Death se présente à lui, Charles refuse de l'accompagner et elle le laisse partir, préférant se concentrer sur tous les autres problèmes que la fermeture de l'enfer a créés. Ces deux personnages apparaissent plus tard dans d'autres livres sous le nom de Dead Boy Detectives.

### Eblis O'Shaughnessy
Eblis O'Shaughnessy est un golem envoyé et créé par les Infinis pour obtenir les objets nécessaires pour les rites funéraires de leur frère Dream. Ils sont donc cinq à avoir participé à la création d'Eblis O'Shaughnessy, et c'est Delirium qui le baptise ainsi. Il les accompagne ensuite aux funérailles. Il réapparaît dans l'histoire publiée par Vertigo The Girl Who Would Be Death (1999).

### Alianora
Alianora fait sa première apparition dans Jouons à être toi en tant qu'autochtone du Pays, une région du Royaume du rêve que Barbie visite depuis son enfance et qui est menacée par le Coucou. Son histoire est développée dans Sandman: Overture, où il est révélé qu'elle a été créée par Désir pour devenir l'amante de Rêve et l'aider à s'échapper après que le Royaume du Rêve ait été envahi par deux dieux dont les identités ne sont pas spécifiées. Ensemble, ils vainquent les deux dieux, mais Morpheus est incapable de la rendre heureuse. Il crée alors le Pays pour elle, un endroit dans lequel elle peut être libre et épanouie.